# ويليام سترينجفيلو
ويليام سترينجفيلو (بالإنجليزية: William Stringfellow)‏ هو عالم عقيدة ومحامي أمريكي، ولد في 26 أبريل 1928 في جونستون في الولايات المتحدة، وتوفي في 2 مارس 1985 في بلوك آيلاند في الولايات المتحدة.